# 对等原则
对等原则也称互惠原则，是指在国际关系和条约中，一个国家以及其公民或法人从另一国处获得的优惠、利益、惩罚等，应当以同样的方式回报。
例如，对等原则被用于降低关税、向外国作者授予版权、相互执行判决以及放宽旅行限制和签证要求等，对等原则也适用于引渡协议。

## 对等扩散
理论学者对特定对等和扩散对等做出了区分，在国际贸易谈判中虽然体现了特定的对等，但扩散对等却指向了更广泛的信任制度。在一个扩散对等的体系中，国家不必寻求特定对等所保证的直接利益，而是相信相互间的合作行为可以在长期内得到回报。

## 扩展阅读
- Ankerl, Guy. . INU societal research. Vol.1: Coexisting contemporary civilizations : Arabo-Muslim, Bharati, Chinese, and Western. Geneva: INU Press. 2000. ISBN 2-88155-004-5.`